# San Manuel, Sinaloa
San Manuel är en ort i Mexiko.   Den ligger i kommunen Navolato och delstaten Sinaloa, i den västra delen av landet, 1 000 km nordväst om huvudstaden Mexico City. San Manuel ligger 27 meter över havet och antalet invånare är 177.
Terrängen runt San Manuel är mycket platt. Runt San Manuel är det ganska tätbefolkat, med 155 invånare per kvadratkilometer. Närmaste större samhälle är Culiacán, 14,1 km öster om San Manuel. Trakten runt San Manuel består till största delen av jordbruksmark.